# Drivers License
«Drivers License» (с англ. — «Водительские права») — дебютный сингл американской певицы Оливии Родриго, вышедший 8 января 2021 года на лейблах Interscope Records и Geffen Records, как лид-сингл предстоящего дебютного альбома. Поп-баллада получила одобрение критиков, которые высоко оценили вокал, лирику, продакшн и отметили влияние Тейлор Свифт и Лорд.
Песня дебютировала на первом месте в Великобритании и США (Billboard Hot 100), во многих других странах и в мировом чарте Billboard Global 200.

## История
Родриго стала известна, когда снялась в сериале Disney+ 2019 года «High School Musical: The Musical: The Series». Для саундтрека сериала она написала песню «All I Want», которая была сертифицирована Ассоциацией звукозаписывающей индустрии Америки (RIAA) в золотом статусе за тираж более 500 000 единиц в США. Сериал был продлён на второй сезон в 2021 году. Родриго подписала контракт с Geffen Records, намереваясь выпустить свой дебютный мини-альбом (EP) в 2021 году.
Она выкладывала тизеры песни «Drivers License» несколько месяцев подряд в 2020 году, включая размещение части текстов через Instagram. Также Родриго опубликовала фрагмент песни, где она играет на пианино, сопроводив его заголовком «Написала это на днях. Это близко к моему сердцу, я назову это „drivers license“». Песня была анонсирована 4 января 2021 года. Релиз трека прошёл на всех цифровых стриминговых платформах четыре дня спустя вместе с музыкальным видео на YouTube. Песня стала лид-синглом предстоящего дебютного мини-альбома (EP).

## Отзывы
Песня получила положительные отзывы музыкальных обозревателей.
Критик «Clash» Робин Мюррей назвал песню «сенсационным поп-утверждением с безупречным мелодизмом с самого начала». Он похвалил её лирическую часть и атмосферную постановку.
Мэтью Кент и Уильям Ли, написавшие отзыв для «The Line of Best Fit», похвалили эйфорическое звучание и пронзительный лиризм песни, и утверждали, что сингл наполнен «одним эмоциональным ударом вслед за другим». Они назвали песню «потрясающим» и «волнующим» дебютным синглом.
Келси Гибсон из PopSugar выразила мнение, что песня несёт в себе влияние таких певиц как Лорд и Тейлор Свифт, которые являются двумя музыкальными вдохновителями и кумирами Родриго.
Критик издания «Stereogum» Крис ДеВиль охарактеризовал «Drivers License» как кинематографический и старомодный вид баллады для «грустных девушек с Spotify», который начинается «как трепетная песня Фиби Бриджерс» и завершается как «великолепной трек с альбома Тейлор Свифт Folklore».
Эллис Шейфер из Variety нашла песню очень близкой и похвалила её продакшн и вокальное исполнение. Шафер назвал её «обязательной для прослушивания для любого энтузиаста поп-музыки».
Назвав эту песню «ранним претендентом на звание песни года», критик журнала «Rolling Stone» Бриттани Спанос отметила, что продакшн «Drivers License» напоминает альбом Лорд Melodrama (2017), в то время как тексты и «подробное» повествование имеет сходство с альбомом Тейлор Свифт Fearless (2008). Спанос похвалила Родриго за её удачные тексты и эмоциональную мощь в 17 лет и добавил, что «она могла бы стать следующим великим рассказчиком поп-музыки».
Джастин Курто из журнала Vulture высказал мнение, что «Drivers License» смешивает «интимные аранжировки альбомов Folklore и Evermore с поп-мотивами диска Lover, связывая всё это воедино драматическим, быстрым Свифтовским мостом». Он также добавил, что спокойный вокал Родриго звучит как у Билли Айлиш, а её похожие на гимн моменты напоминают Лорд, с намёками на Alessia Cara. Джаред Ричардс из Junkee заявил, что песня имеет «неповторимое качество, отражающее очень специфическое горе», в которой смешиваются музыкальные мотивы Лорд и Свифт и назвал трек «Big Pop Moment» 2021 года.
В мае 2021 года журнал Billboard включил «Drivers License» в свой список «100 Greatest Song Bridges of the 21st Century» на 3-м месте.
В июне 2021 года журнал Billboard назвал «Drivers License» лучшей песней года на данное время и включил её в список «50 Best Songs of 2021 So Far: Staff Picks» на 1-м месте, а Рания Анифтос назвала эту песню «началом правления Родриго как самого увлекательного нового сочинителя поп-музыки».

## Награды и номинации
| Год  | Организация                        | Награда                           | Результат | Ссылка        |
| ---- | ---------------------------------- | --------------------------------- | --------- | ------------- |
| 2021 | American Music Awards              | Favorite Trending Song            | Номинация | [ 19 ]        |
| 2021 | American Music Awards              | Favorite Music Video              | Номинация | [ 19 ]        |
| 2021 | American Music Awards              | Favorite Pop Song                 | Номинация | [ 19 ]        |
| 2021 | Apple Music Awards                 | Song of the Year                  | Победа    | [ 20 ]        |
| 2022 | APRA Music Awards                  | Most Performed International Work | Номинация | [ 21 ]        |
| 2021 | Asia Pop 40                        | Top Asia Pop 40 Song of the Year  | Победа    | [ 22 ] [ 23 ] |
| 2022 | Grammy Awards                      | Лучшая запись года                | Номинация | [ 24 ] [ 25 ] |
| 2022 | Grammy Awards                      | Лучшая песню года                 | Номинация | [ 24 ] [ 25 ] |
| 2022 | Grammy Awards                      | Лучшее сольное поп-исполнение     | Победа    | [ 24 ] [ 25 ] |
| 2022 | Joox Malaysia Music Awards         | Top 5 International Songs         | Победа    | [ 26 ]        |
| 2021 | LOS40 Music Awards                 | Best International Song           | Номинация | [ 27 ]        |
| 2021 | MTV Europe Music Awards            | Best Song                         | Номинация | [ 28 ]        |
| 2021 | MTV Millennial Awards              | Global Hit of the Year            | Номинация | [ 29 ]        |
| 2021 | MTV Video Music Awards             | Song of the Year                  | Победа    | [ 30 ]        |
| 2021 | MTV Video Music Awards             | Push Performance of the Year      | Победа    | [ 30 ]        |
| 2021 | Premios MUSA                       | International Anglo Song          | Номинация | [ 31 ]        |
| 2021 | Premios Odeón                      | Foreign Song of the Year          | Номинация | [ 32 ]        |
| 2021 | Rockbjörnen                        | Foreign Song of the Year          | Номинация | [ 33 ]        |
| 2021 | RTHK International Pop Poll Awards | Top Ten International Gold Songs  | Победа    | [ 34 ]        |

## Коммерческий успех
После выпуска песня «Drivers License» заняла первое место в международных хит-парадах песен в сервисах Spotify, Apple Music и Amazon Music. Журнал Billboard сообщил, что за первые три дня в США песня была продана более 16 000 цифровых загрузок и получила более 21 млн стрим-потоков. По сравнению со днём выпуска, общее количество прослушиваний песни увеличилось на 122 % на второй день и ещё на 32 % на третий день.
Песня возглавила хит-парады Австралии, Великобритании, Ирландии, Нидерландов, Новой Зеландии, Норвегии и США.
«Drivers License» дебютировала на первом месте в американском хит-параде Billboard Hot 100, став первым чарттоппером Родриго. «Drivers License» собрал 76,1 млн стримов, 38 000 цифровых загрузок и 8,1 млн радио прослушиваний в первую неделю. Опередив Jawsh 685, Родриго стала самым молодым по году рождения лидером хит-парада Hot 100 (она родилась 20 февраля 2003 года), и самой молодой (ей 17 лет и 11 месяцев) с тех пор как лидировала Билли Айлиш (тогда ей было 17 лет и 8 месяцев) с хитом «Bad Guy» (2019). Она также возглавила чарты Billboard Streaming Songs и Digital Song Sales.
В Великобритании песня дебютировала на вершине UK Singles Chart 15 января 2021 года (за неделю, заканчивающуюся 21 января 2021 года). На 12 января 2021 года, собрав 2,407 миллиона потоков, трек побил рекорд для самых высоких однодневных стримов в британской истории с песней, не связанной с Рождеством, ранее удерживаемый песней «Shape of You» Эда Ширана. Когда за первую неделю было получено 95 000 единиц, успех «Drivers License» также стал самой большой неделей открытия для дебюта на вершине чарта UK Singles Chart со времён «Pillowtalk» Зейна Малика в (2016). В Австралии «Drivers License» заняла первое место в чарте ARIA Singles, став первым чарттоппером Родриго в этой стране. Таким образом, песня стала первым дебютным синглом, который занял первое место в чарте со времён «Sign of the Times» (Гарри Стайлз, 2017).
В мировом масштабе сингл «Drivers License» достиг первого места в чартах Billboard Global и Global Excl. the U.S., собрав 130 млн стрим-потоков и 49 000 копий продаж (в первом чарте) и 54,5 млн стрим-потоков и 12 000 копий продаж (во втором чарте).

## Музыкальное видео
Видео использует эстетику виньетки и изображает исцеление Родриго от постигшего её горя. Она получает свои водительские права в видео, но вместо того, чтобы пойти в дом своего прежнего любовника, как раньше мечтала, она бесцельно путешествует по пригородным улочкам. Родриго вспоминает моменты из её кратких отношений. В начале видео её охватывают только счастливые воспоминания, но в конечном итоге все токсичные черты её бывшего партнёра противостоят ей. Видео получило положительные отзывы критиков за его визуальные эффекты.

## Влияние и наследие
Песня «Drivers License» положила начало музыкальной карьере Родриго. Мгновенный коммерческий успех песни после её выпуска был объяснен ростом нишевого рынка лоу-фай-поп-музыки, эмоциональной лиричностью и привлекательностью песни, TikTok, бульварной журналистикой и спекуляциями в социальных сетях вокруг песни, а также карьерой Родриго в компании Disney. Indian Express считает, что песня является частью движения DIY (Do it yourself, Сделай сам) в музыкальной индустрии, где молодые артисты (в основном люди пост-миллениума), такие как Родриго, Билли Айлиш и Тейт Макрей, способны создавать музыку «почти студийного качества», не выходя из дома. Комментируя беспрецедентный успех песни, Бекки Басс из Spotify заявила: «Мы никогда не видели ничего подобного, когда у вас действительно есть новый исполнитель, который просто выходит из ворот таким доминирующим образом и просто продолжает расти».
Paper отметил, что песня является «продуктом многолетних поп-тенденций», которая находит отклик у миллионов слушателей, подобно возвышению Айлиш в 2019 году, Лорд в 2013 году или Тейлор Свифт в конце 2000-х годов, но в случае Родриго произошла мгновенно из-за недавних технологических инноваций, таких как TikTok, которые изменили курс музыкальной индустрии. Хэштег TikTok «#driverslicense» собрал более 888,5 миллионов просмотров за одну неделю. Paper также подчеркнул интерес потребителей к романтическому происхождению песни (феномен, когда слушатели вкладываются в драму между партнёрами по фильму Disney) как фактор успеха песни. Джо Коскарелли из газеты The New York Times написал, что песня была вдохновлена не только качеством, но и слухами вокруг неё, а также маркетинговым планом лейбла и поддержкой таких знаменитостей, как Свифт. Он отметил, что автобиографическая песня поддержала таблоиды и слушателей, чтобы «собрать воедино её реальные параллели», в то время как видео TikTok привели к публикациям в социальных сетях, «что привело к потокам, которые привели к новостным статьям и обратно», создавая «непревзойденную» петлю обратной связи. Коскарелли добавил, что, подобно Бритни Спирс, Джастину Тимберлейку, Кристине Агилере, Майли Сайрус, Деми Ловато и Селене Гомес, Родриго взяла «свой опыт работы с машиной Диснея и попыталась передать его для более широкой, более взрослой аудитории».
Крис ДеВиль из Stereogum обнаружил, что Родриго является примером «актёров, ставших поп-звёздами», которые извлекают выгоду из своих самых известных ролей, таких как её Пейдж Олвера из ситкома Пейдж и Фрэнки и Нини Салазар-Робертс из мюзикла High School Musical: The Musical: The Series, которые «создали огромную встроенную аудиторию для будущей музыкальной карьеры Родриго»; «Drivers License» усилил этот интерес, отсылая к «закулисной драме» с участием Джошуа Бассетта, который играет вместе с Родриго в High School Musical: The Musical: The Series, и Сабрины Карпентер. ДеВиль добавил, что песня «будет иметь волновые эффекты», которые повлияют на индустрию в 2021 году и в последующий период, поскольку её лоу-фай-поп-саунд бросает вызов доминированию хип-хопа на потоковых платформах. Дуглас Гринвуд из I-D, утверждал, что «Drivers License» содержит «все составляющие хита старой школы».
Insider назвал песню «культурным пробным камнем начала 2021 года», сославшись на её «привлекательность грустной девушки», перекликающуюся с поколением Z (похожей на Лорд и Айлиш), роман знаменитостей, связанный с её лирикой (как и у Свифт), кинематографическим бриджем песни, её популярности в сети TikTok и удобство для проигрывания на радио как факторы, способствующие успеху песни. Музыкальный журналист Лаура Снэпс, пишущая для The Guardian, отметила, что «Drivers License» — это «воплощение поп-песен новой школы», в которых мощные баллады звучат интимно и приглушённо, а не напыщенно, а тексты погружаются в специфические и сложные эмоции. В эпизоде Saturday Night Live от 20 февраля 2020 года был показан скетч, в котором английский актёр Реге-Жан Пейдж и шесть других актёров-мужчин декламировали текст песни. Отвечая на спекуляции таблоидов вокруг темы песни, Родриго заявила: «Я выложила её, не зная, что она вызовет такую реакцию, поэтому это было действительно странно, когда это произошло. Я просто помню, как [все были] такими странными и спекулятивными по поводу вещи, о которых они даже не подозревали. На самом деле я не подписываюсь под ненавистью к другим женщинам из-за мальчиков. Я думаю, что это так глупо, и меня действительно возмущает этот нарратив, который распространялся всюду».

## Кавер-версии
Американские музыканты Jxdn и Travis Barker выпустили рок-версию песни 20 января 2021 года
.

## Участники записи
По данным сервиса Tidal.

- Оливия Родриго — вокал, автор
- Дэн Нигро — автор, продюсер, звукоинженер
- Рэнди Меррилл — мастеринг
- Mitch McCarthy — микширование

## Чарты
| Чарт (2021)                         | Лучшая позиция |
| ----------------------------------- | -------------- |
| Австралия (ARIA)                    | 1              |
| Австрия (Ö3 Austria Top 40)         | 1              |
| Бельгия/Фландрия (Ultratop 50)      | 1              |
| Бельгия/Валлония (Ultratop 50)      | 6              |
| Канада (Canadian Hot 100)           | 1              |
| Чехия (Singles Digitál Top 100)     | 1              |
| Дания (Tracklisten)                 | 1              |
| Финляндия (Suomen virallinen lista) | 1              |
| Германия (GfK)                      | 2              |
| Мир (Billboard Global 200)          | 1              |
| Венгрия (Single Top 40)             | 5              |
| Венгрия (Stream Top 40)             | 1              |
| Ирландия (IRMA)                     | 1              |
| Италия (FIMI)                       | 8              |
| Нидерланды (Dutch Top 40)           | 1              |
| Нидерланды (Single Top 100)         | 1              |
| Новая Зеландия (Recorded Music NZ)  | 1              |
| Норвегия (VG-lista)                 | 1              |
| Португалия (AFP)                    | 1              |
| Словакия (Singles Digitál Top 100)  | 1              |
| Словакия (Rádio — Top 100)          | 42             |
| Швеция (Sverigetopplistan)          | 1              |
| Швейцария (Schweizer Hitparade)     | 2              |
| Великобритания (OCC UK Singles)     | 1              |
| США Billboard Hot 100               | 1              |
| США Adult Contemporary (Billboard)  | 18             |
| США Adult Top 40 (Billboard)        | 6              |
| США Mainstream Top 40 (Billboard)   | 1              |
| США Rhythmic (Billboard)            | 30             |

## Сертификации
| Регион | Сертификация                | Продажи    |
| --- | --------------------------- | ---------- |
| Австралия (ARIA) | 11× Платиновый              | 770 000    |
| Австрия (IFPI Austria) | Платиновый                  | 30 000     |
| Австрия (IFPI Austria) | Платиновый                  | 30 000     |
| Бельгия (BEA) | Платиновый                  | 40 000     |
| Канада (Music Canada) | 9× Платиновый               | 720 000    |
| Дания (IFPI Danmark) | 2× Платиновый               | 180 000    |
| Франция (SNEP) | Платиновый                  | 200 000    |
| Германия (BVMI) | Платиновый                  | 400 000    |
| Ирландия | —                           | 111,000    |
| Италия (FIMI) | Платиновый                  | 70 000     |
| Мексика (AMPROFON) | Бриллиантовый+4× Платиновый | 1 260 000  |
| Новая Зеландия (RMNZ) | 2× Платиновый               | 60 000     |
| Норвегия (IFPI Norway) | 3× Платиновый               | 180 000    |
| Польша (ZPAV) | 2× Платиновый               | 100 000    |
| Португалия (AFP) | 3× Платиновый               | 30 000     |
| Испания (PROMUSICAE) | Платиновый                  | 40 000     |
| Швейцария (IFPI Switzerland) | Платиновый                  | 20 000     |
| Великобритания (BPI) | 2× Платиновый               | 1,700,000  |
| США (RIAA) | 6× Платиновый               | 6 000 000  |
| Стриминг |                             |            |
| Центральная Америка (CFC) | Платиновый                  | 7 000 000  |
| Греция (IFPI Greece) | Платиновый                  | 2 000 000  |
| Швеция (GLF) | 2× Платиновый               | 16 000 000 |
| Данные о продажах + прослушиваниях приведены только на основе сертификации. · Данные только о прослушиваниях приведены на основе сертификации. |                             |            |

## История релиза
| Регион         | Дата           | Формат                     | Лейбл      | Ссылка  |
| -------------- | -------------- | -------------------------- | ---------- | ------- |
| Мир            | 8 января 2021  | Цифровые загрузки стриминг | Geffen     | [ 52 ]  |
| Италия         | 15 января 2021 | Contemporary hit radio     | Universal  | [ 104 ] |
| Великобритания | 15 января 2021 | Contemporary hit radio     | Interscope | [ 105 ] |
| США            | 19 января 2021 | Contemporary hit radio     | Interscope | [ 106 ] |